# Ian Livingstone
Ian Paul Livingstone (n. 4 iulie 1969, Londra, Anglia, Regatul Unit) este un compozitor britanic pentru televiziune, filme și jocuri video. A câștigat la comun un premiu Ivor Novello în 2011 pentru coloana sonoră din jocul video Napoleon: Total War. A urmat cursuri de muzică clasică de la vârsta de cinci ani și a lucrat ca producător de muzică pop/dance, membru al unei formații și muzician de sesiune. Este absolvent al Universității Salford.

## Lucrări

### Jocuri video
| An   | Titlu                                        | Note                                                     |
| ---- | -------------------------------------------- | -------------------------------------------------------- |
| 1994 | Rugby World Cup '95                          |                                                          |
| 1996 | Davis Cup Complete Tennis                    |                                                          |
| 1997 | Nightmare in the Toyfactory                  |                                                          |
| 1998 | Xenocracy                                    | și efecte sonore                                         |
| 1998 | Football World Manager                       | și efecte sonore                                         |
| 1999 | Formula One 99                               |                                                          |
| 2000 | Tower of the Ancients                        |                                                          |
| 2000 | Starlancer                                   | și efecte sonore; cu David Blinston                      |
| 2000 | Star Trek: Invasion                          | și efecte sonore; cu David Blinston                      |
| 2000 | Red Ace                                      |                                                          |
| 2000 | Lego Creator: Knights' Kingdom               | efecte sonore                                            |
| 2001 | Lego Creator: Harry Potter                   | și efecte sonore                                         |
| 2001 | Candy Cruncher                               |                                                          |
| 2001 | Art is Dead                                  | și efecte sonore; cu Richard Beddow                      |
| 2002 | Noah's Ark Deluxe                            |                                                          |
| 2002 | Disney's Treasure Planet                     |                                                          |
| 2003 | X2: Wolverine's Revenge                      | și efecte sonore                                         |
| 2003 | Warhammer 40,000: Fire Warrior               |                                                          |
| 2003 | Sinbad: Legend of the Seven Seas             | și efecte sonore                                         |
| 2003 | Rocket Mania! Deluxe                         |                                                          |
| 2003 | Project Gotham Racing 2                      | cu Mathias Grünwaldt și Rainer Heesch                    |
| 2003 | NingPo Mah Jong                              |                                                          |
| 2003 | Mace Griffin: Bounty Hunter                  | cu Dean Evans                                            |
| 2003 | Buffy the Vampire Slayer: Chaos Bleeds       |                                                          |
| 2003 | Text Express                                 |                                                          |
| 2004 | Pixelus                                      | și efecte sonore                                         |
| 2004 | Kingdom Hearts V CAST                        | și efecte sonore                                         |
| 2005 | Stolen                                       | și efecte sonore                                         |
| 2005 | Scuba Solitaire 3D                           | și efecte sonore                                         |
| 2005 | Predator: Concrete Jungle                    |                                                          |
| 2005 | Penguin Puzzle                               | și efecte sonore                                         |
| 2005 | Capone Casino 3D                             | și efecte sonore                                         |
| 2005 | Batman Begins                                |                                                          |
| 2006 | Hammer Heads                                 | și efecte sonore                                         |
| 2006 | Bionicle Heroes                              |                                                          |
| 2007 | Boom Boom Rocket                             |                                                          |
| 2007 | Dungeons & Dragons Tactics                   |                                                          |
| 2007 | Company of Heroes: Opposing Fronts           | cu Inon Zur                                              |
| 2007 | Bee Movie Game                               |                                                          |
| 2007 | Ultimate Chess 3D                            | și efecte sonore                                         |
| 2008 | Race Driver: Grid                            | cu Aaron Sapp și Thomas Bergersen                        |
| 2008 | Monopoly                                     |                                                          |
| 2009 | Trivial Pursuit                              |                                                          |
| 2009 | Burn Zombie Burn                             | și efecte sonore                                         |
| 2009 | Battlefield Heroes                           |                                                          |
| 2009 | Battlefield 1943                             |                                                          |
| 2010 | Napoleon: Total War                          | cu Richard Beddow, Richard Birdstall și Simon Ravn       |
| 2010 | F1 2010                                      |                                                          |
| 2010 | Create                                       | cu Dominic Smart, David Newby și Hywel Payne             |
| 2010 | Top Gun                                      |                                                          |
| 2011 | F1 2011                                      |                                                          |
| 2011 | Forza Motorsport 4                           | două piese                                               |
| 2011 | All Zombies Must Die!                        |                                                          |
| 2012 | F1 2012                                      |                                                          |
| 2013 | Grid 2                                       |                                                          |
| 2013 | Total War: Rome II                           | cu Simon Ravn                                            |
| 2013 | F1 2013                                      |                                                          |
| 2013 | WRC 4: FIA World Rally Championship          | "Heroic Conflict" (sub licență de la KPM Music)          |
| 2013 | Walking with Dinosaurs                       |                                                          |
| 2014 | Lego The Hobbit                              | cu Rob Westwood                                          |
| 2014 | Commando Jack                                | cu Adele Cutting și Hywel Payne                          |
| 2014 | Grid Autosport                               | cu Phonat                                                |
| 2014 | Valiant Hearts: The Great War                | "Dream Within Dreams" (sub licența KPM Music)            |
| 2014 | F1 2014                                      |                                                          |
| 2015 | Total War: Attila                            | cu diverse alte persoane                                 |
| 2015 | Total War: Warhammer                         | cu Richard Beddow, Tilman Sillescu și Tim Wynn           |
| 2015 | Lego Dimensions                              | cu Rob Westwood                                          |
| 2016 | Lego Marvel's Avengers                       | cu Rob Westwood                                          |
| 2016 | Shadow of the Beast                          |                                                          |
| 2017 | Total War: Warhammer II                      | cu diverse alte persoane                                 |
| 2017 | Lego Worlds                                  | cu Rob Westwood                                          |
| 2017 | Oure                                         |                                                          |
| 2018 | MotoGP 18                                    |                                                          |
| 2018 | Lego DC Super-Villains                       | cu Simon Withenshaw                                      |
| 2019 | MotoGP 19                                    |                                                          |
| 2019 | Jumanji: The Video Game                      | cu Michael Doherty                                       |
| 2019 | Heroic - Magic Duel                          |                                                          |
| 2020 | Total War: Three Kingdoms - The Furious Wild |                                                          |
| 2021 | F1 2021                                      | cu Ethan Livingstone, Miktek, Mark Willot și Brian Tyler |
| 2021 | Forza Horizon 5                              | "Tulum"                                                  |
| 2022 | Total War: Warhammer III                     | cu diverse alte persoane                                 |
| 2022 | Grid Legends                                 |                                                          |
| 2022 | The Quarry                                   |                                                          |
| 2022 | F1 22                                        | cu Ethan Livingstone, Miktek, Rory Hay și Brian Tyler    |
| 2023 | F1 23                                        | cu Ethan Livingstone și Brian Tyler                      |
| 2024 | F1 24                                        | cu Ethan Livingstone și Lapalux                          |

### Televiziune și film
A compus piese de televiziune pentru:
- Big Fat Gypsy Weddings[5]
- The Great British Sewing Bee[6]
- The Repair Shop[7]
- Francesco's Mediterranean Voyage

### Altele
De asemenea, a produs cântece, jingle-uri publicitare, partituri de film și orchestrații. De asemenea, a lucrat cu Nokia în perioada 2000-2004, creând aranjamente polifonice ale tonurilor de apel monofonice, precum melodia Nokia, și piese MIDI de karaoke pentru Roland.